# Uttar Prades
Uttar Prades (hindi: उत्तर प्रदेश, urdu: اتر پردیش, a név jelentése: északi tartomány), állam Észak-Indiában. India legnépesebb állama. Gyakori rövidítésben UP (ejtsd: jú-pí; ez egyben a mai állam területének javát magában foglaló brit indiai United Provinces államnévnek is a rövidítése volt).
A Magyar Nagylexikon szerint területe 243 288 km².

## Földrajza
A Hindusztáni-alföld nyugati részén, a Gangesz felső folyása mentén fekszik; északnyugati része benyúlik a Tarai és a Himalája hegyei közé, a déli pedig a Dekkán-fennsíkra. A Himalája hordalékkúpjában a kisebb folyók a Gangesszel többé-kevésbé párhuzamosan folynak, és csak hosszabb út megtétele után torkollnak a fő folyóba.
Északon Nepállal, illetve India Uttarakhand szövetségi államával, nyugaton Harijánával, Delhi szövetségi területtel és Rádzsasztánnal, keleten Bihárral, délen Madhja Pradessel és egy-egy rövidebb szakaszon Cshattíszgarh-ral, illetve Dzshárkhanddal határos.

## Története
2000 évvel ezelőtt ez a terület Asóka király hatalmas buddhista birodalmához tartozott, ennek maradványai ma is láthatók Szarnath zarándok-centrumában, Váránaszi közelében. Az északnyugatról jövő muszlim támadások a 11. században kezdődtek. A 16. századra a terület a Mogul Birodalom része lett, fővárosa előbb Agra, majd Delhi volt (rövid időre Fatehpur Szíkri is). A mogulok bukása után rövid időre perzsa uralom következett, majd a navabok birtokolták a terület középső részét. A navabok alatt Lakhnau városában virágzott a művészet, de amikor a Brit Kelet-indiai Társaság elmozdította a navab uralkodót, birodalmuknak drámai vége lett. Ekkor tört ki az első indiai függetlenségi háború, 1857-ben. Agra később egyesült Avadh-dal, az állam ekkor kapta a „United Province” nevet (= egyesült/egyesített tartomány). Az indiai függetlenség elnyerése óta a neve Uttar Prades. Azóta is domináns szerepet játszik India belpolitikájában, a miniszterelnökök fele ebből az államból került ki.

## Éghajlata
Az északi peremvidéken éghajlata hegyvidéki, a terület legnagyobb részén trópusi monszun, három évszakkal:
- a tavasz forró és száraz,
- a nyár fülledt és csapadékos,
- a tél hűvös és száraz.

## Lakossága, települései

### Nyelv
A lakosság 85%-a hindi nyelvű.

### Vallás
- 78,5% hindu,
- 19%-a muszlim
- az elenyésző maradék szikh, dzsaina, buddhista, keresztény.[3]

lásd még: a vallás Indiában

### Települések

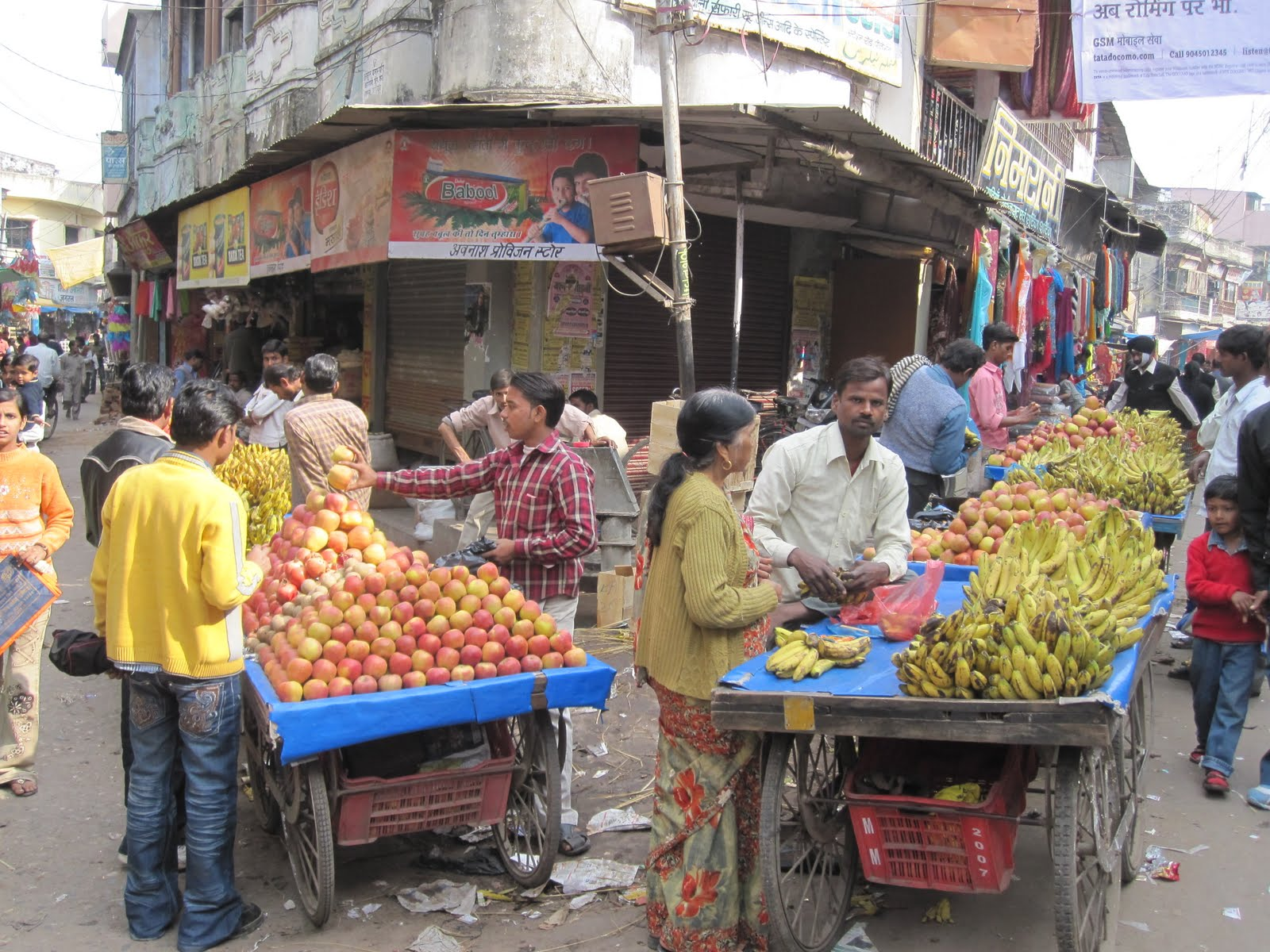
Útszéli árusok

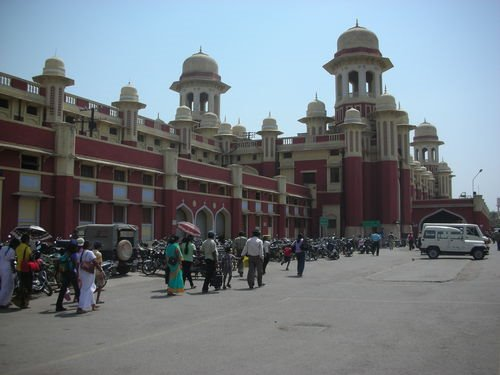
Lakhnau vasútállomása

Fővárosa Lakhnau. A legnagyobb városok:
| Város                | Népesség (becslés: 2010) | Népesség (becslés: 2013) |
| -------------------- | ------------------------ | ------------------------ |
| Kánpur               | 3 221 435                | 3 293 016                |
| Lakhnau              | 2 750 447                | 2 937 833                |
| Agra                 | 1 686 976                | 1 817 535                |
| Gáziábád             | 1 505 958                | 1 784 166                |
| Mirát                | 1 404 723                | 1 493 354                |
| Váránaszi (Benáresz) | 1 211 891                | 1 228 768                |
| Alláhábád            | 1 142 722                | 1 180 002                |
| Aligarh              | 869 941                  | 933 119                  |
| Murádábád            | 828 506                  | 887 774                  |
| Bareli               | 837 564                  | 864 054                  |
| Gorakhpur            | 730 486                  | 753 576                  |
| Noida                | 504 842                  | 651 141                  |
| Saharanpur           | 528 572                  | 543 641                  |
| Dzshánszí            | 449 368                  | 462 650                  |
| Muzaffarnagar        | 393 654                  | 413 729                  |
| Mathura              | 380 733                  | 403 375                  |

## Gazdasága
A dolgozók 2/3-át a mezőgazdaság foglalkoztatja; ez adja a GDP mintegy felét.
- A Hindusztáni-alföldön a vezető ágazat hagyományosan az öntözéses földművelés. Fő termékei:
  - rizs,
  - búza,
  - köles,
  - olajos növények,
  - cukornád,
  - gyapot,
  - juta,
  - dohány.
- Az állattenyésztésben főleg a bivaly- és szarvasmarhatartás jelentős.
- A Himalájában számottevő az erdőgazdálkodás, fakitermelés.

A bányászat fontosabb nyersanyagai:
- szén,
- bauxit,
- gipsz,
- foszforit,
- mészkő,
- kovaföld.

Iparának egy része a helyben termelt alapanyagokra, más része a fejlett technológiára alapoz. A fontosabb ágazatok:
- hőerőművek,
- rizshántolás,
- malomipar,
- cukoripar,
- textilipar,
- villamos gépgyártás,
- elektronikai ipar,
- dízelmozdonyok gyártása.[2]

## Látnivalók
- Agra
  - Tádzs Mahal, Vörös Erőd
- Varanasi
- Mathura
- Fatehpur Szíkri
- Ayodhya
- Vrindávan
- Jhansi
- Kusínagar (buddhista zarándokhely)
- Allahabad

## Közlekedés
A közutak állapota sok fejlesztést kíván még, a vasúti közlekedés nagy problémája a nyomtávok különbözősége.

## Közigazgatás

Uttar Pradesh körzetei

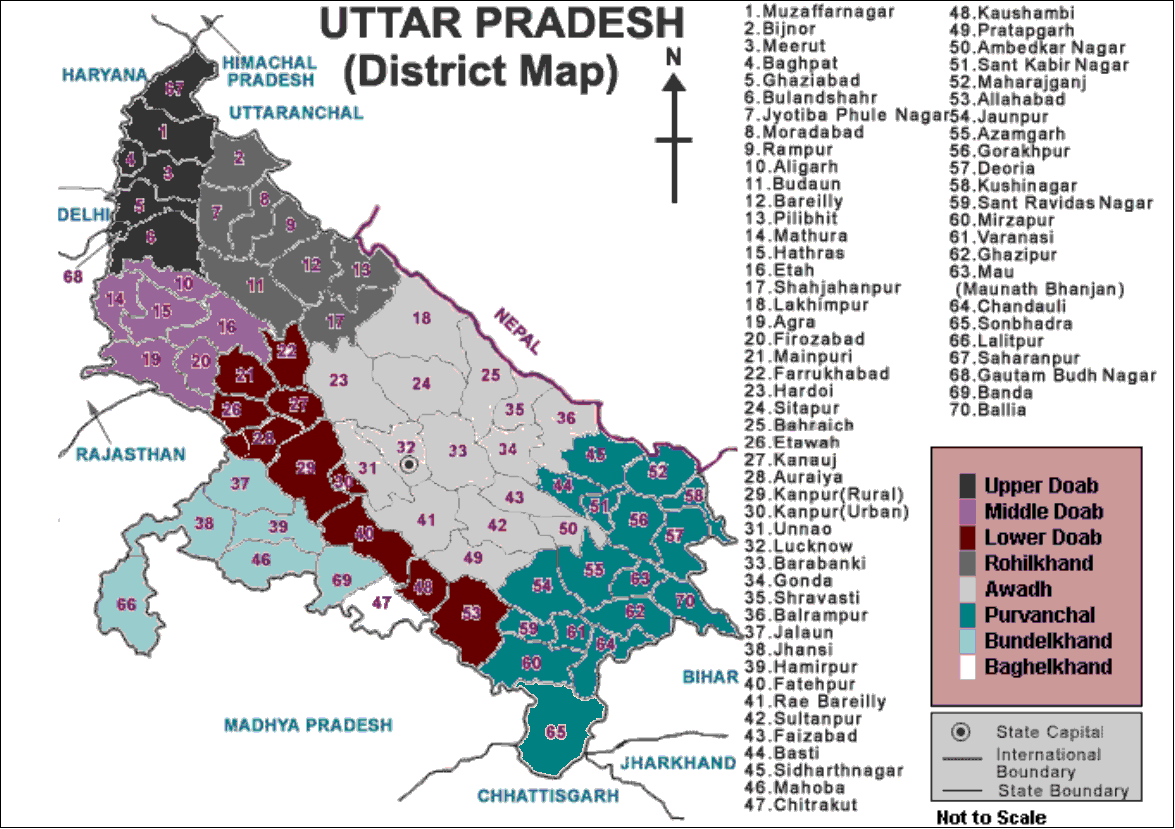
Uttar Pradesh történelmi régiói

|    | Kerület             | Székhely        | Terület     | Népesség (2011) | Népsűrűség     |
| -- | ------------------- | --------------- | ----------- | --------------- | -------------- |
| 1  | Agra                | Agra            | 4 041 km²   | 4 418 797       | 1 093 fő/km²   |
| 2  | Aligarh             | Aligarh         | 3 650 km²   | 3 673 889       | 1 007 fő/km²   |
| 3  | Allahabad           | Alláhábád       | 5 482 km²   | 5 954 391       | 1 086 fő/km²   |
| 4  | Ambedkar Nagar      | Akbarpur        | 2 350 km²   | 2 397 888       | 1 020 fő/km²   |
| 5  | Amethi *            | Gauriganj       | –           | –               | –              |
| 6  | Amroha              | Amroha          | 2 249 km²   | 1 840 221       | 818 fő/km²     |
| 7  | Auraiya             | Auraiya         | 2 016 km²   | 1 379 545       | 684 fő/km²     |
| 8  | Azamgarh            | Azamgarh        | 4 054 km²   | 4 613 913       | 1 138 fő/km²   |
| 9  | Badaun **           | Badaun          | (5.168 km²) | (3.681.896)     | (712 fő/km²)   |
| 10 | Baghpat             | Baghpat         | 1 321 km²   | 1 303 048       | 986 fő/km²     |
| 11 | Bahraich            | Bahraich        | 5 237 km²   | 3 487 731       | 666 fő/km²     |
| 12 | Ballia              | Ballia          | 2 981 km²   | 3 239 774       | 1 087 fő/km²   |
| 13 | Balrampur           | Balrampur       | 3 349 km²   | 2 148 665       | 642 fő/km²     |
| 14 | Banda               | Banda           | 4 408 km²   | 1 799 410       | 408 fő/km²     |
| 15 | Barabanki           | Barabanki       | 4 402 km²   | 3 260 699       | 741 fő/km²     |
| 16 | Bareilly            | Bareli          | 4 120 km²   | 4 448 359       | 1 080 fő/km²   |
| 17 | Basti               | Bászti          | 2 688 km²   | 2 464 464       | 917 fő/km²     |
| 18 | Bijnor              | Bijnor          | 4 561 km²   | 3 682 713       | 807 fő/km²     |
| 19 | Bulandshahr         | Bulandshahr     | 4 512 km²   | 3 499 171       | 776 fő/km²     |
| 20 | Chandauli           | Chandauli       | 2 541 km²   | 1 952 756       | 768 fő/km²     |
| 21 | Chitrakoot          | Chitrakoot Dham | 3 216 km²   | 991 730         | 308 fő/km²     |
| 22 | Deoria              | Deoria          | 2 540 km²   | 3 100 946       | 1 221 Ew./km²  |
| 23 | Etah                | Etah            | 2 431 km²   | 1 774 480       | 730 Ew./km²    |
| 24 | Etawah              | Etawah          | 2 311 km²   | 1 581 810       | 684 fő/km²     |
| 25 | Faizabad            | Faizabad        | 2 341 km²   | 2 470 996       | 1 056 fő/km²   |
| 26 | Farrukhabad         | Fatehgarh       | 2 181 km²   | 1 885 204       | 864 fő/km²     |
| 27 | Fatehpur            | Fatehpur        | 4 152 km²   | 2 632 733       | 634 fő/km²     |
| 28 | Firozabad           | Firozabad       | 2 407 km²   | 2 498 156       | 1 038 fő/km²   |
| 29 | Gautam Buddha Nagar | Greater Noida   | 1 282 km²   | 1 648 115       | 1 286 fő/km²   |
| 30 | Ghaziabad **        | Gáziábád        | (1.179 km²) | (4.681.645)     | (3.971 fő/km²) |
| 31 | Ghazipur            | Ghazipur        | 3 377 km²   | 3 620 268       | 1 072 fő/km²   |
| 32 | Gonda               | Gonda           | 4 003 km²   | 3 433 919       | 858 fő/km²     |
| 33 | Gorakhpur           | Gorakhpur       | 3 321 km²   | 4 440 895       | 1 337 fő/km²   |
| 34 | Hamirpur            | Hamirpur        | 4 021 km²   | 1 104 285       | 275 fő/km²     |
| 35 | Hapur*              | Hapur           | –           | –               | –              |
| 36 | Hardoi              | Hardoi          | 5 986 km²   | 4 092 845       | 684 fő/km²     |
| 37 | Hathras             | Hathras         | 1 840 km²   | 1 564 708       | 850 fő/km²     |
| 38 | Jalaun              | Orai            | 4 565 km²   | 1 689 974       | 370 fő/km²     |
| 39 | Jaunpur             | Jaunpur         | 4 038 km²   | 4 494 204       | 1 113 fő/km²   |
| 40 | Jhansi              | Dzshánszí       | 5 024 km²   | 1 998 603       | 398 fő/km²     |
| 41 | Kannauj             | Kannauj         | 2 093 km²   | 1 656 616       | 792 fő/km²     |
| 42 | Kanpur Dehat        | Akbarpur        | 3 021 km²   | 1 796 184       | 595 fő/km²     |
| 43 | Kanpur Nagar        | Kánpur          | 3 155 km²   | 4 581 268       | 1 452 fő/km²   |
| 44 | Kasganj             | Kasganj         | 1 955 km²   | 1 436 719       | 735 fő/km²     |
| 45 | Kaushambi           | Kaushambi       | 1 779 km²   | 1 599 596       | 899 fő/km²     |
| 46 | Kushinagar          | Padrauna        | 2 905 km²   | 3 564 544       | 1 227 fő/km²   |
| 47 | Lakhimpur Kheri     | Lakhimpur       | 7 680 km²   | 4 021 243       | 524 fő/km²     |
| 48 | Lalitpur            | Lalitpur        | 5 039 km²   | 1 221 592       | 242 fő/km²     |
| 49 | Lucknow             | Lakhnau         | 2 528 km²   | 4 589 838       | 1 816 fő/km²   |
| 50 | Maharajganj         | Maharajganj     | 2 952 km²   | 2 684 703       | 909 fő/km²     |
| 51 | Mahoba              | Mahoba          | 3 144 km²   | 875 958         | 279 fő/km²     |
| 52 | Mainpuri            | Mainpuri        | 2 760 km²   | 1 868 529       | 677 fő/km²     |
| 53 | Mathura             | Mathura         | 3 340 km²   | 2 547 184       | 763 fő/km²     |
| 54 | Mau                 | Mau             | 1 713 km²   | 2 205 968       | 1 288 fő/km²   |
| 55 | Meerut              | Mirát           | 2 559 km²   | 3 443 689       | 1 346 fő/km²   |
| 56 | Mirzapur            | Mirzapur        | 4 405 km²   | 2 496 970       | 567 fő/km²     |
| 57 | Moradabad **        | Murádábád       | (3.718 km²) | (4.772.006)     | (1.283 fő/km²) |
| 58 | Muzaffarnagar **    | Muzaffarnagar   | (4.008 km²) | (4.143.512)     | (1.034 fő/km²) |
| 59 | Pilibhit            | Pilibhit        | 3 686 km²   | 2 031 007       | 551 fő/km²     |
| 60 | Pratapgarh          | Bela Pratapgarh | 3 717 km²   | 3 209 141       | 863 fő/km²     |
| 61 | Raebareli **        | Raebareli       | (4.609 km²) | (3.405.559)     | (739 fő/km²)   |
| 62 | Rampur              | Rampur          | 2 367 km²   | 2 335 819       | 987 fő/km²     |
| 63 | Saharanpur          | Saharanpur      | 3 689 km²   | 3 466 382       | 940 fő/km²     |
| 64 | Szambal *           | Szambal         | –           | –               | –              |
| 65 | Sant Kabir Nagar    | Khalilabad      | 1 646 km²   | 1 715 183       | 1 042 fő/km²   |
| 66 | Sant Ravidas Nagar  | Gyanpur         | 1 015 km²   | 1 578 213       | 1 555 fő/km²   |
| 67 | Shahjahanpur        | Shahjahanpur    | 4 388 km²   | 3 006 538       | 685 fő/km²     |
| 68 | Shamli *            | Shamli          | –           | –               | –              |
| 69 | Shravasti           | Shravasti       | 1 640 km²   | 1 117 361       | 681 fő/km²     |
| 70 | Siddharthnagar      | Navgarh         | 2 895 km²   | 2 559 297       | 884 fő/km²     |
| 71 | Sitapur             | Sitapur         | 5 743 km²   | 4 483 992       | 781 fő/km²     |
| 72 | Sonbhadra           | Robertsganj     | 6 905 km²   | 1 862 559       | 270 fő/km²     |
| 73 | Sultanpur **        | Sultanpur       | (4.436 km²) | (3.797.117)     | (856 fő/km²)   |
| 74 | Unnao               | Unnao           | 4 558 km²   | 3 108 367       | 682 fő/km²     |
| 75 | Varanasi            | Váránaszi       | 1 535 km²   | 3 676 841       | 2 395 fő/km²   |

*) A 2011-es népszámlálási adatok nem álltak rendelkezésre

**) A 2011-es népszámlálás után az új körzet kisebbedett. A számok a 2011-es adatokat mutatják.

## Galéria

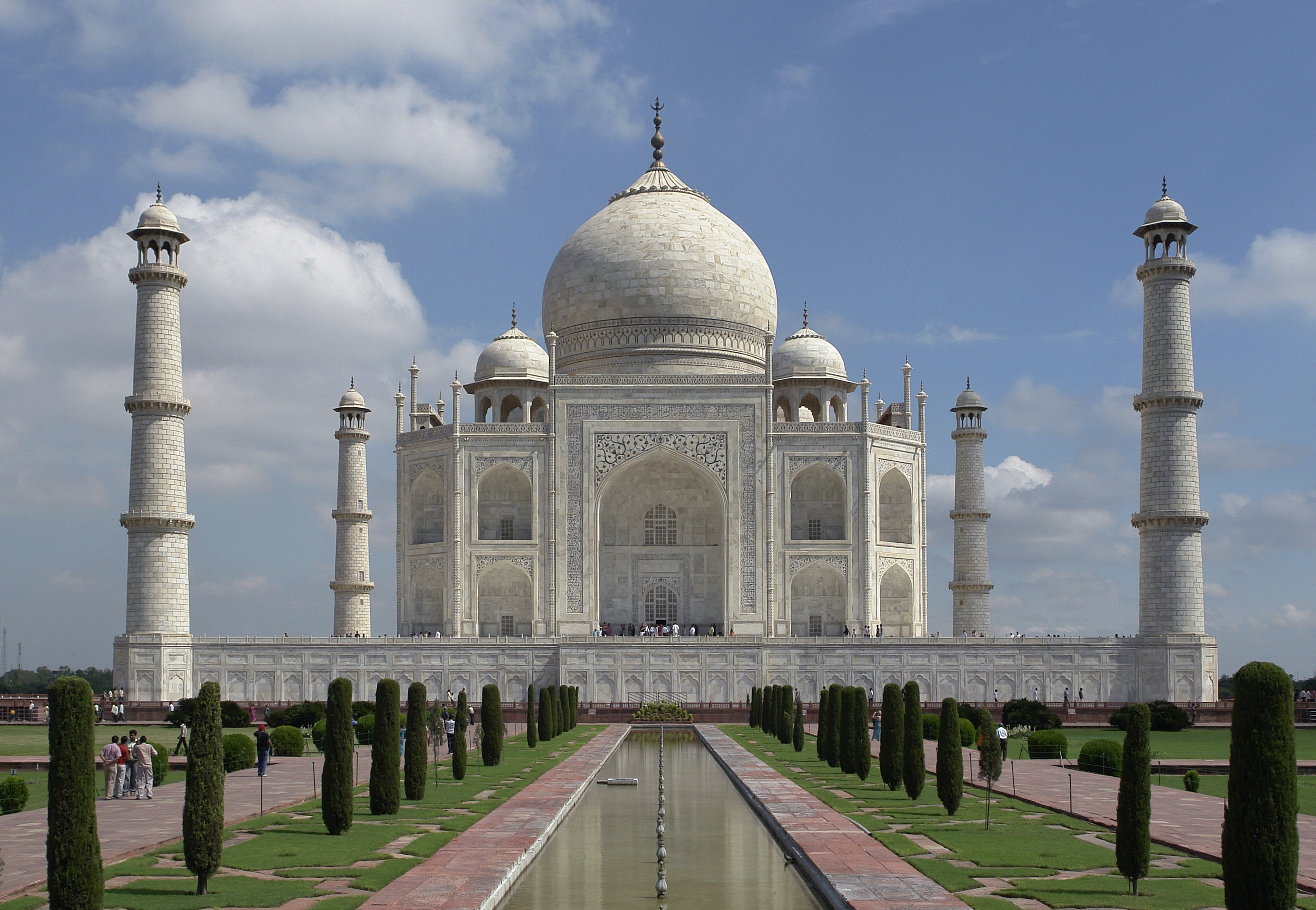
Tádzs Mahal
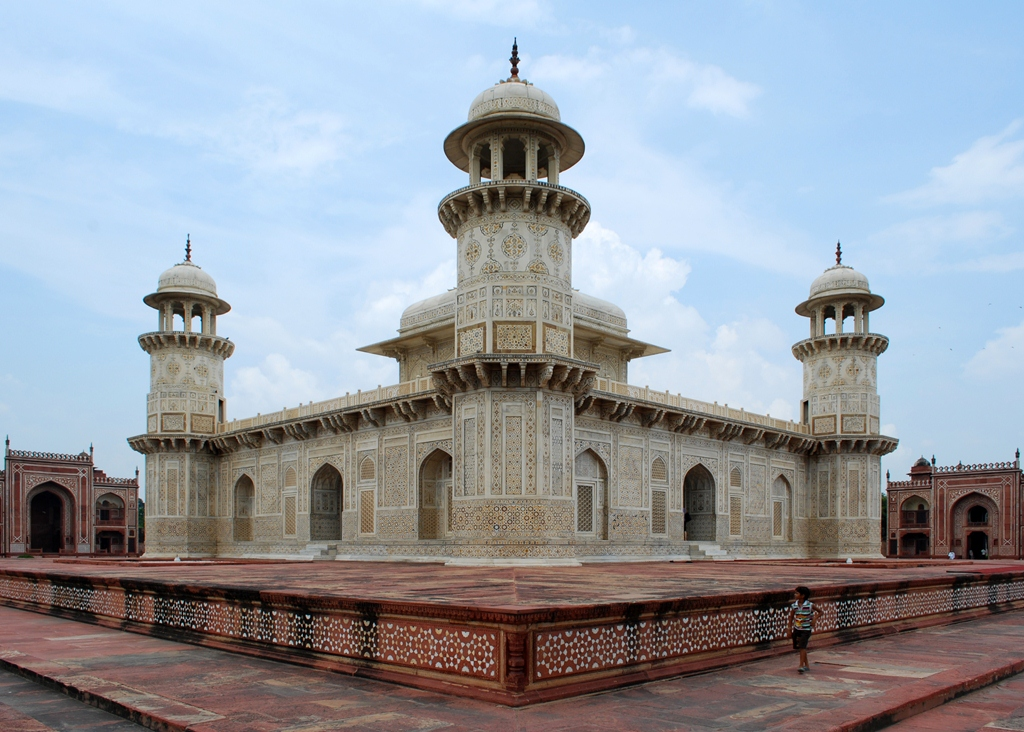
Itmad-ud-Daula, Agra
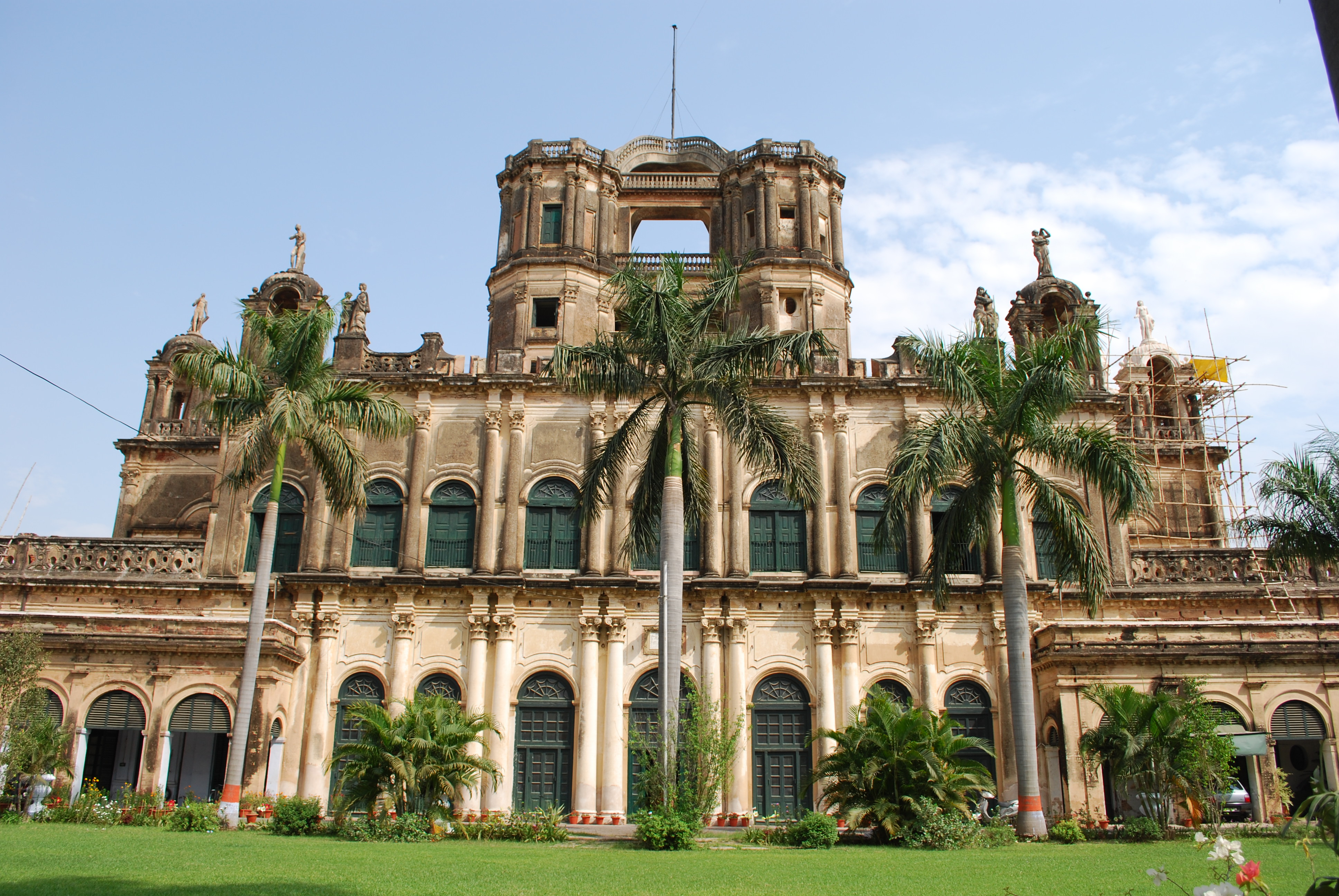
Martinière egyetem, Lakhnau
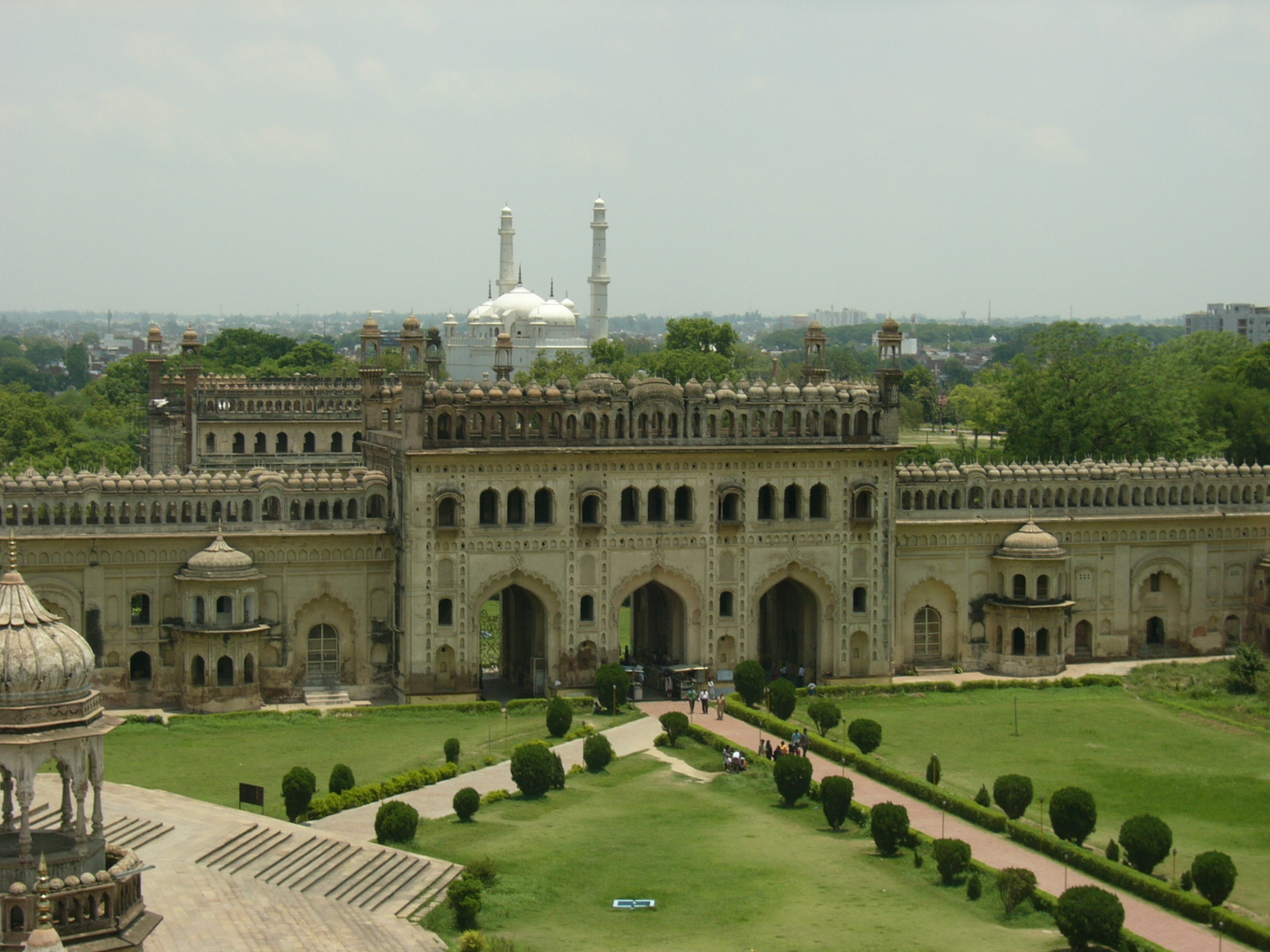
Lakhnau
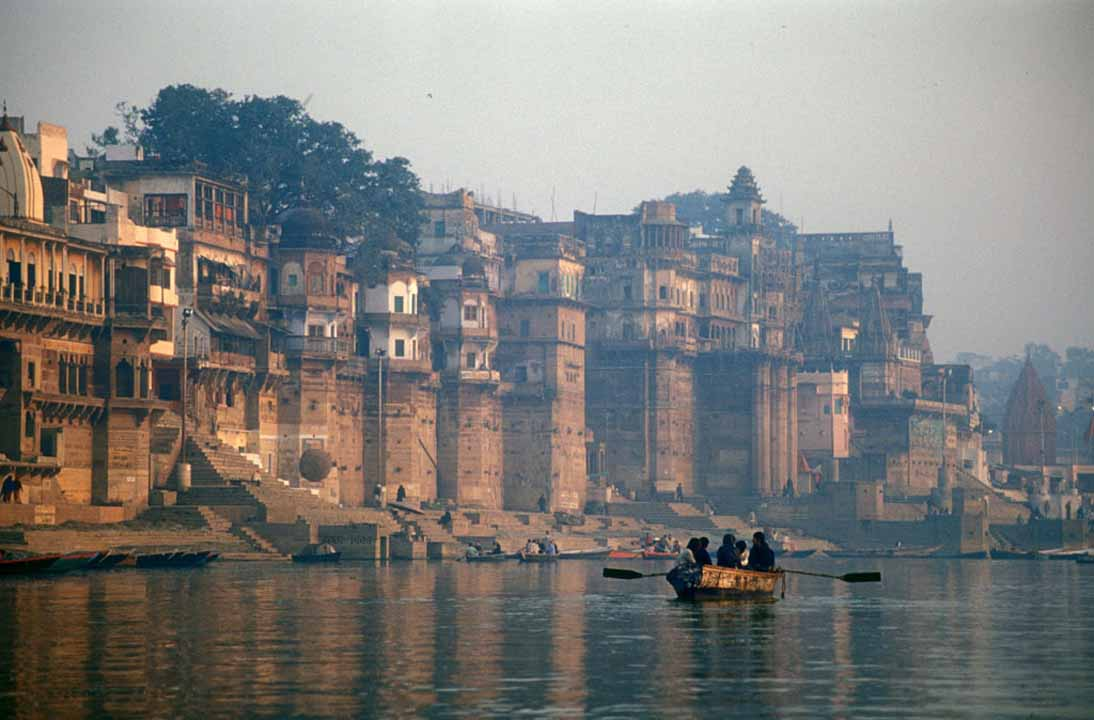
Váránaszi
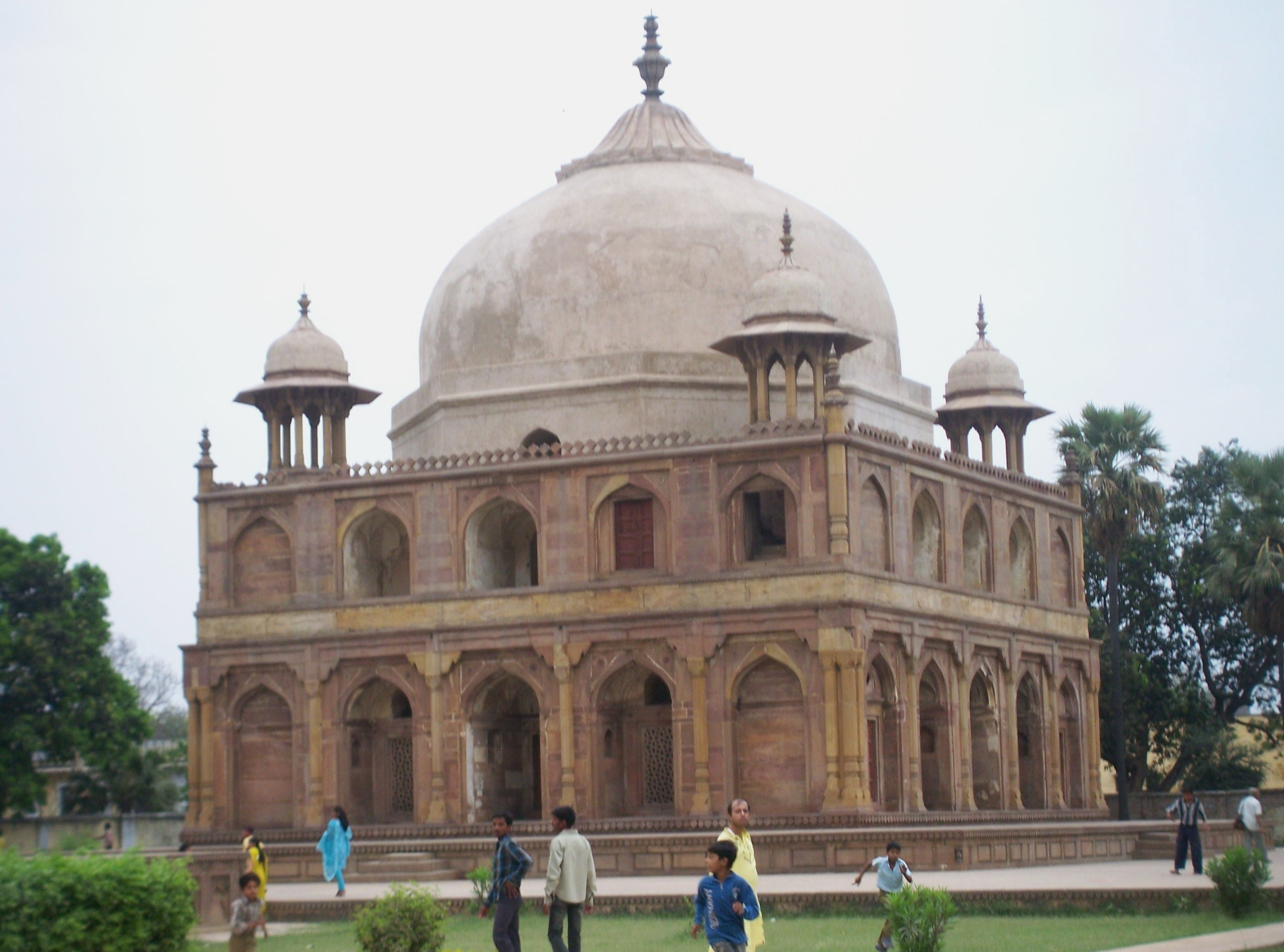
Khusrau Mirza,  Kuszro Bag, Alláhábád
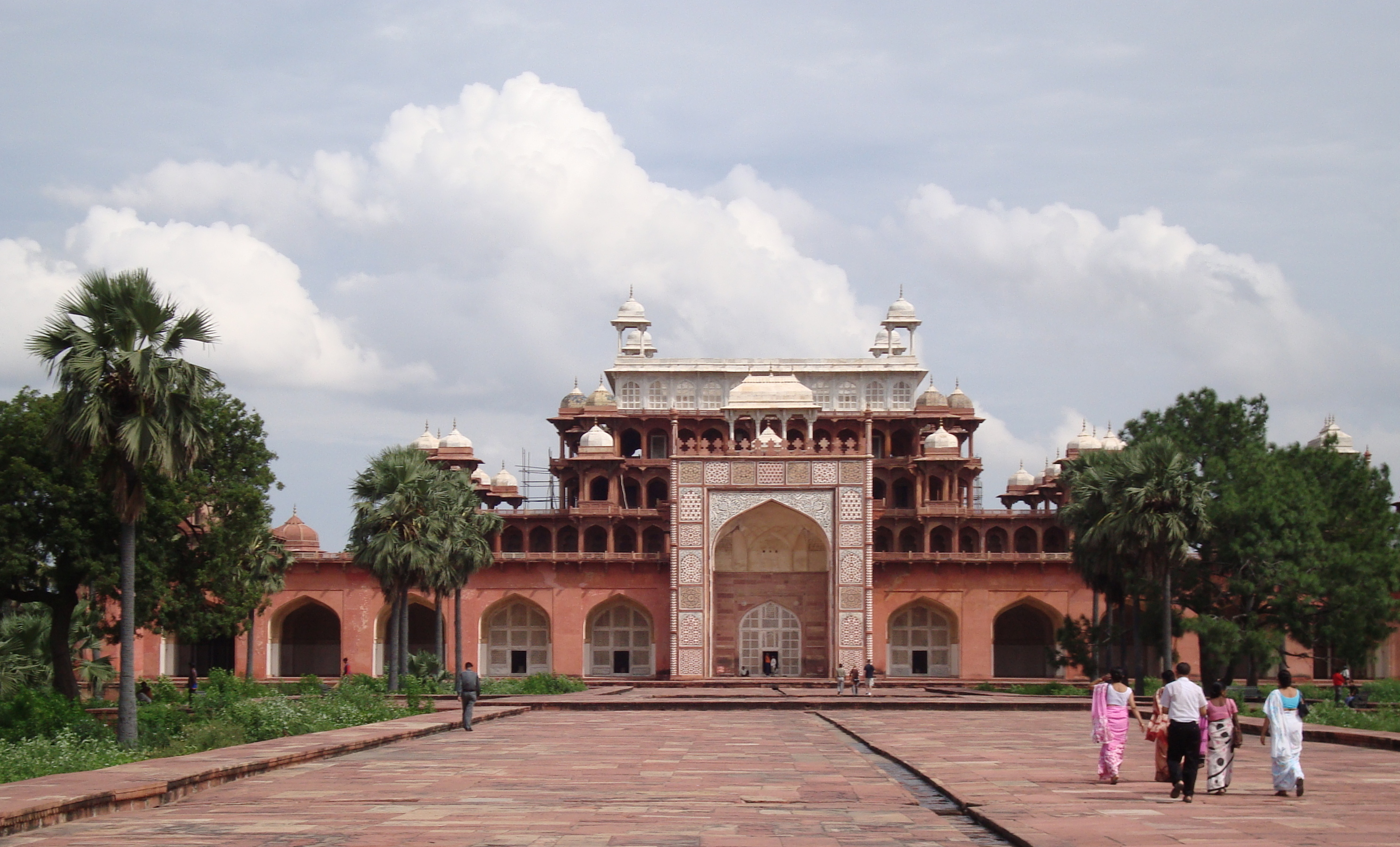
Akbar sírtömbje, Agra
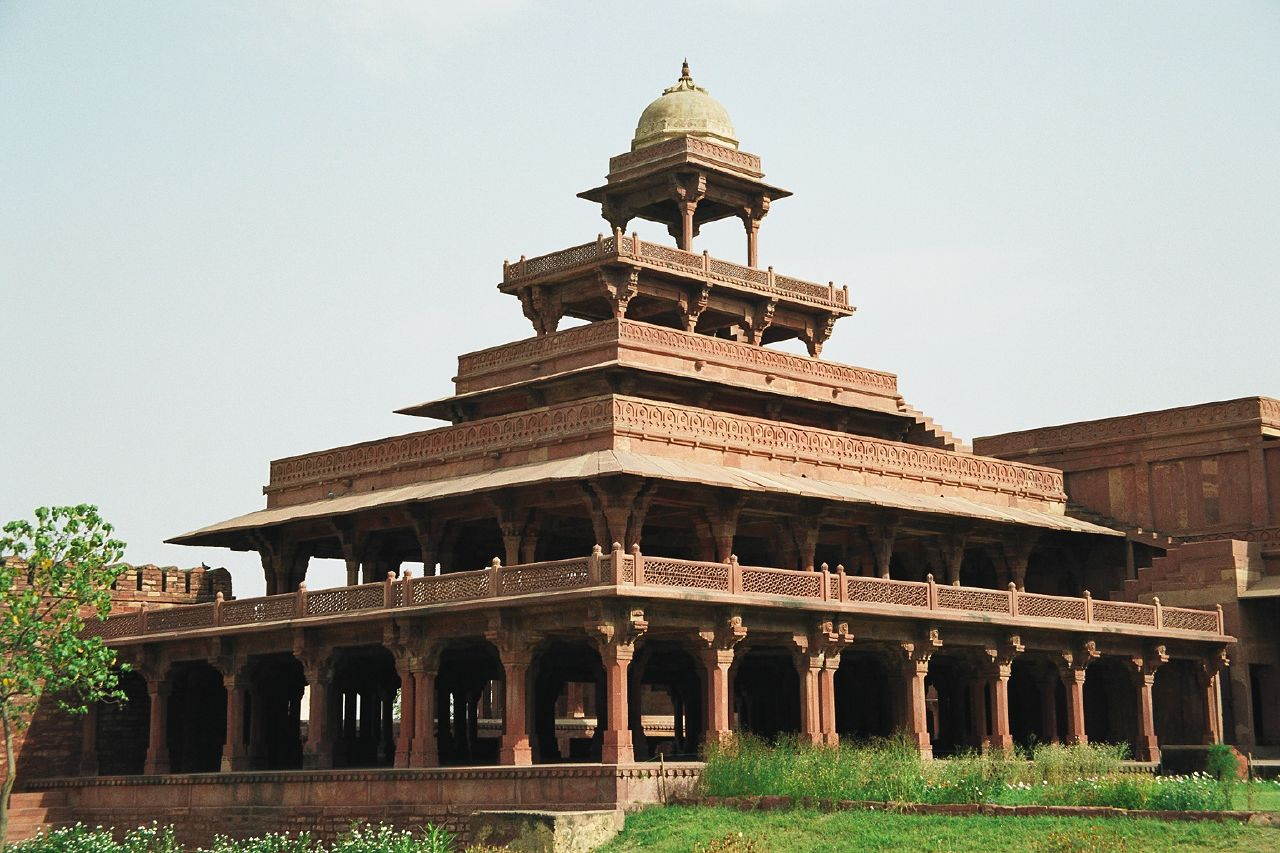
Fatehpur Szíkri, Panch Mahal
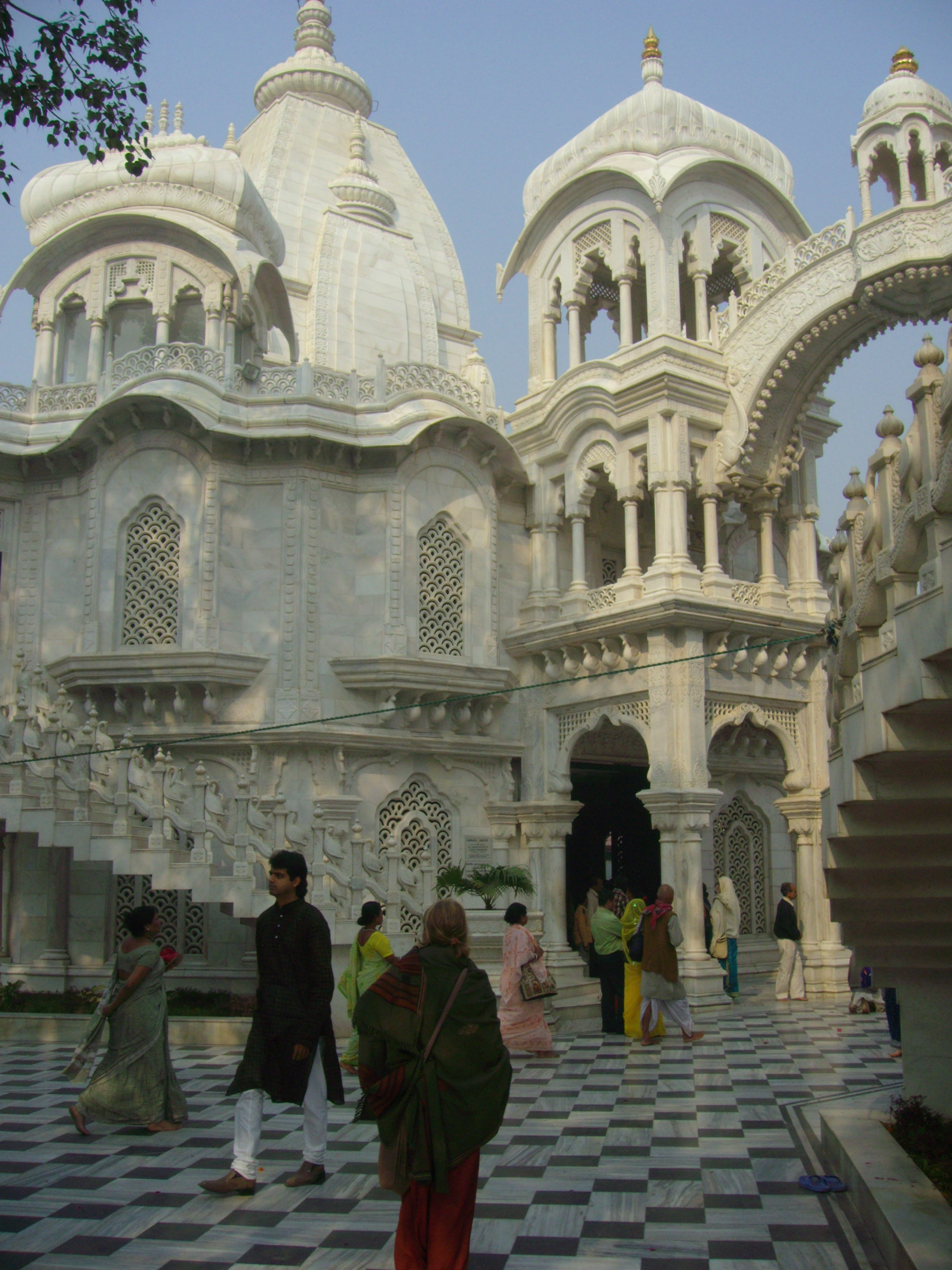
Vrindávan
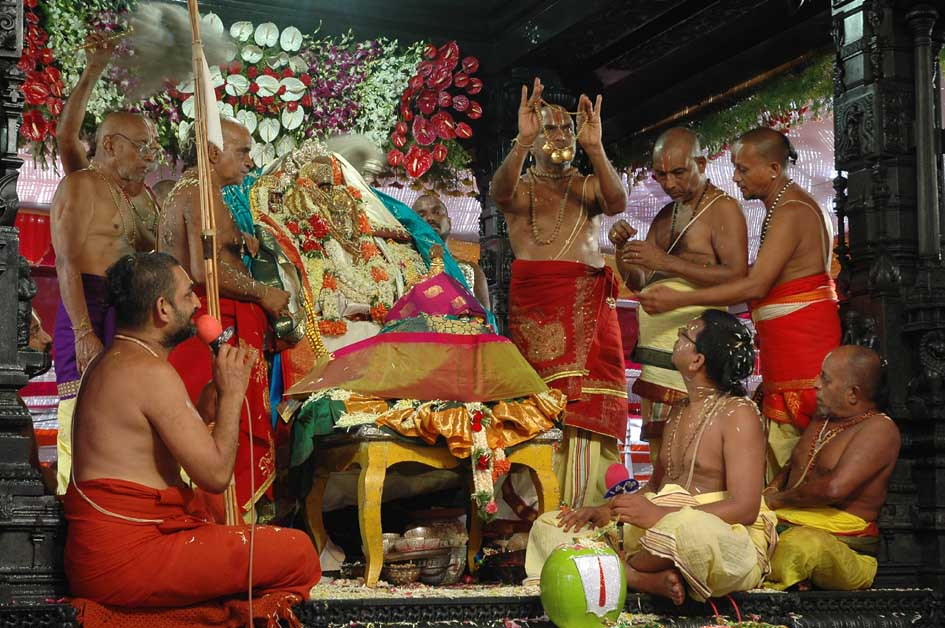
Papok egy hindu templomban
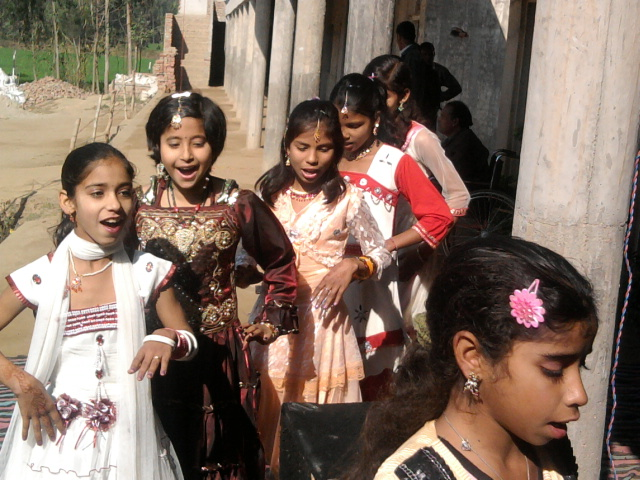
Lányok egy iskolánál
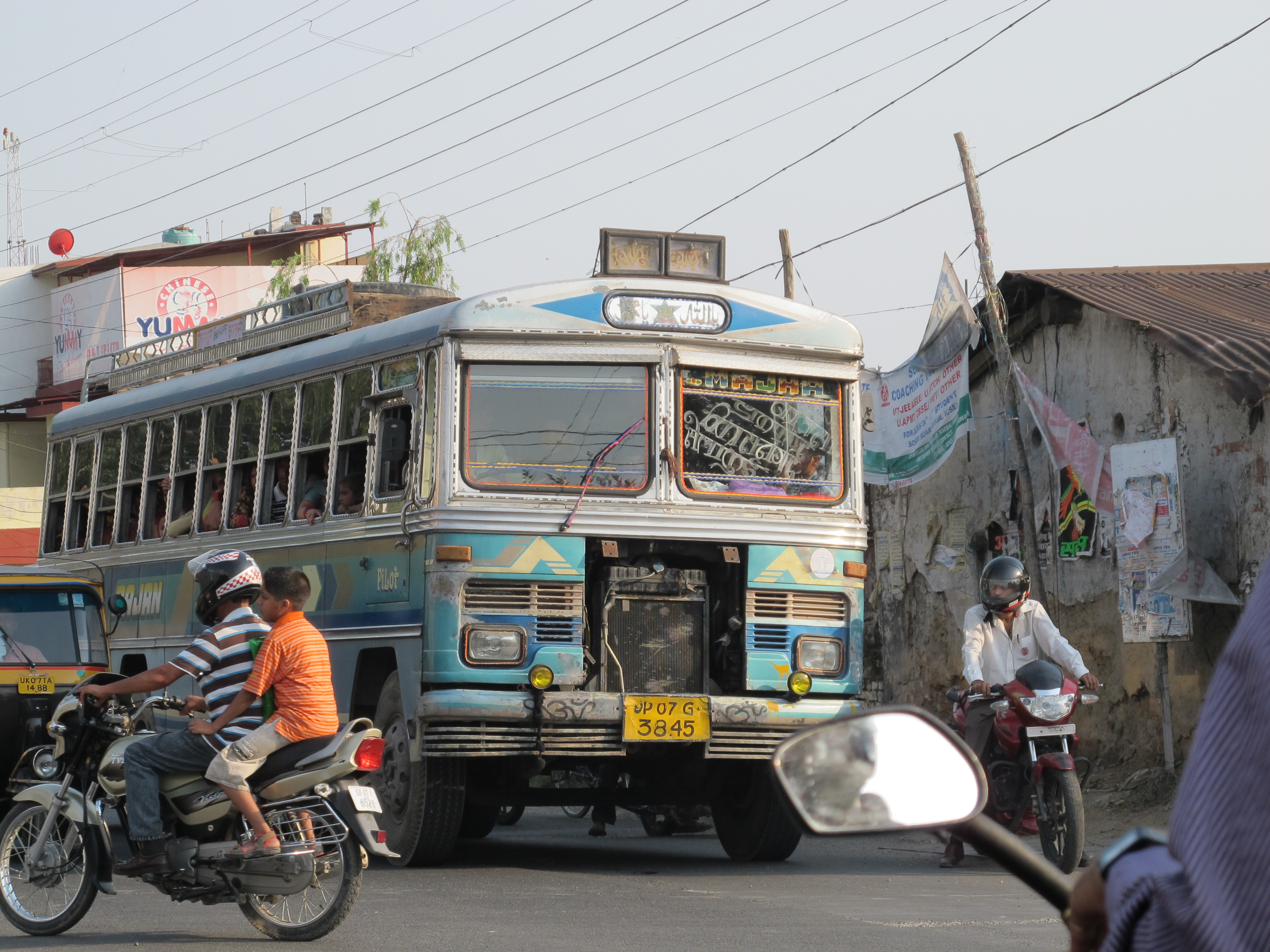
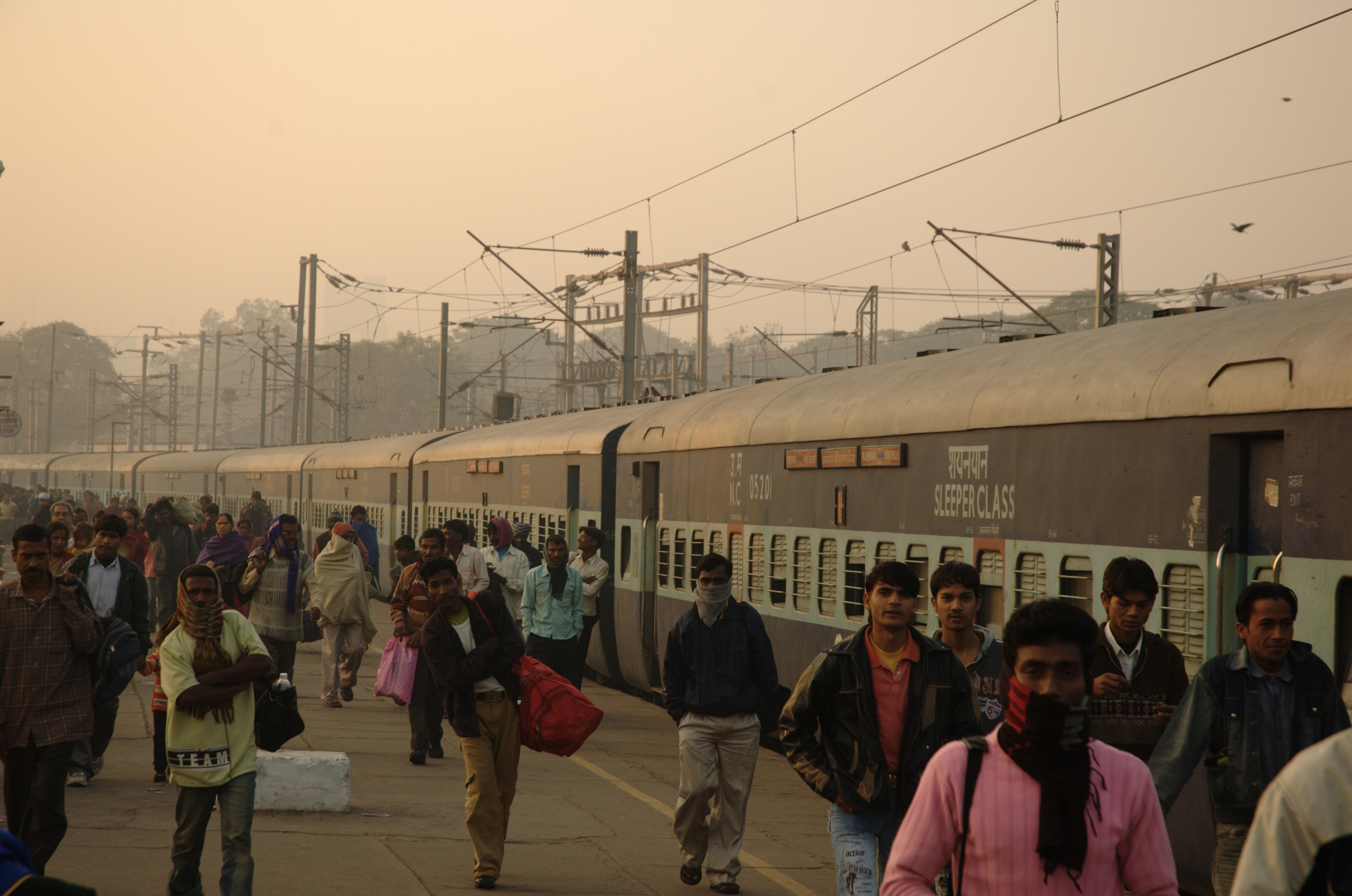
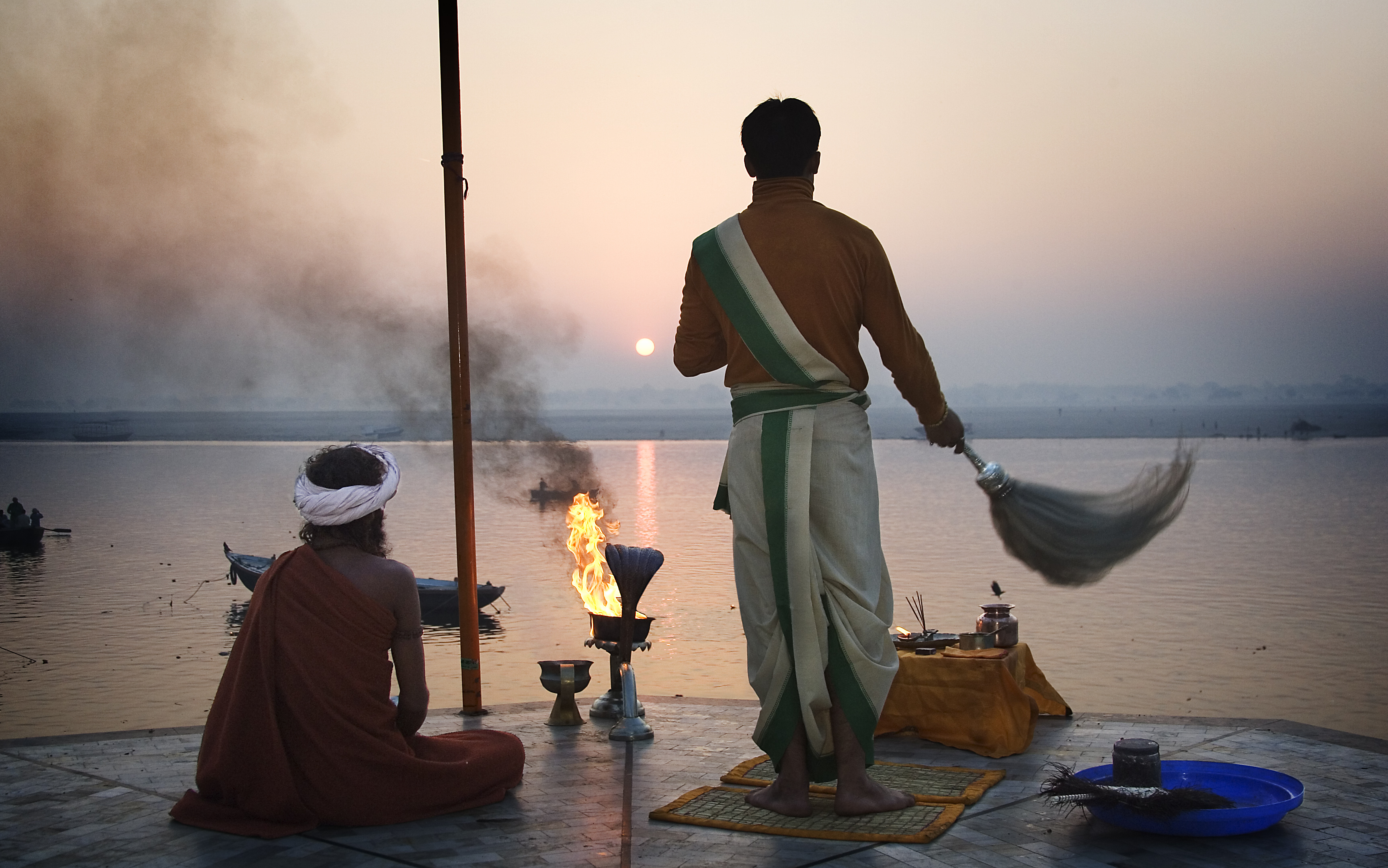

## Fordítás
- Ez a szócikk részben vagy egészben  az   Uttar Pradesh című német Wikipédia-szócikk fordításán alapul.  Az eredeti cikk szerkesztőit annak laptörténete sorolja fel. Ez a jelzés csupán a megfogalmazás eredetét és a szerzői jogokat jelzi, nem szolgál a cikkben szereplő információk forrásmegjelöléseként.